# San José de la Parrilla
San José de la Parrilla es una localidad del estado mexicano de Durango. Es parte del municipio de Nombre de Dios.

## Toponimia
El nombre «San José» hace referencia al santo patrono de la localidad: José de Nazaret.

## Demografía
| Gráfica de evolución demográfica |
|                                  |

| Censo | Población |
| ----- | --------- |
| 1900  | 2 351     |
| 1910  | 1 651     |
| 1921  | 1 334     |
| 1930  | 1 793     |
| 1940  | 1 724     |
| 1950  | 1 939     |
| 1960  | 2 035     |
| 1970  | 2 100     |
| 1980  | 2 226     |
| 1990  | 1 878     |
| 2000  | 1 478     |
| 2010  | 1 500     |
| 2020  | 1 584     |